# Parâmetro gravitacional padrão
| Corpo    | μ [m3 s−2]       | μ [m3 s−2] |
| -------- | ---------------- | ---------- |
| Sol      | 1,32712440018(9) | × 1020     |
| Mercúrio | 2,20320(9)       | × 1013     |
| Vênus    | 3,24858592(6)    | × 1014     |
| Terra    | 3,986004418(8)   | × 1014     |
| Lua      | 4,902800118      | × 1012     |
| Marte    | 4,282837(2)      | × 1013     |
| Ceres    | 6,26325          | × 1010     |
| Júpiter  | 1,26686534(9)    | × 1017     |
| Saturno  | 3,7931187(9)     | × 1016     |
| Urano    | 5,793939(9)      | × 1015     |
| Netuno   | 6,836529(9)      | × 1015     |
| Plutão   | 8,71(9)          | × 1011     |
| Éris     | 1,108(9)         | × 1012     |

O parâmetro gravitacional padrão μ de um corpo celeste é o produto da constante gravitacional G e a massa M desse corpo. Para dois corpos, o parâmetro pode ser expresso como G(m1 + m2), ou como GM quando um corpo é muito maior que o outro:
{\displaystyle \mu =G(M+m)\approx GM.}
Para vários objetos no Sistema Solar, o valor de μ é conhecido com maior precisão do que G ou M separadamente. A unidade do SI para o parâmetro gravitacional padrão é m3⋅s−2. No entanto, a unidade km3⋅s−2 é frequentemente utilizada na literatura científica e na navegação espacial.

## Definição

### Corpo pequeno orbitando um corpo central

Gráfico log-log do período T versus o semieixo maior a (média do afélio e do periélio) de algumas órbitas do Sistema Solar (cruzes denotando os valores de Kepler), mostrando que a³/T² é constante (linha verde)

O corpo central em um sistema orbital pode ser definido como aquele cuja massa (M) é muito maior que a massa do corpo em órbita (m), ou M ≫ m. Essa aproximação é padrão para planetas orbitando o Sol ou a maioria das luas, e simplifica muito as equações. Pela lei da gravitação universal de Newton, se a distância entre os corpos for r, a força exercida sobre o corpo menor é:
{\displaystyle F={\frac {GMm}{r^{2}}}={\frac {\mu m}{r^{2}}}}
Assim, apenas o produto de G e M é necessário para prever o movimento do corpo menor. Inversamente, medições da órbita do corpo menor fornecem apenas informações sobre o produto μ, não G e M separadamente. A constante gravitacional G é difícil de medir com alta precisão, enquanto órbitas, pelo menos no Sistema Solar, podem ser medidas com grande precisão e usadas para determinar μ com precisão similar.
Para uma órbita circular em torno de um corpo central, onde a força centrípeta fornecida pela gravidade é F = mv2r−1:
{\displaystyle \mu =rv^{2}=r^{3}\omega ^{2}={\frac {4\pi ^{2}r^{3}}{T^{2}}},}
onde r é o raio orbital, v é a velocidade orbital, ω é a velocidade angular e T é o período orbital.
Isso pode ser generalizado para órbitas elípticas:
{\displaystyle \mu ={\frac {4\pi ^{2}a^{3}}{T^{2}}},}
onde a é o semi-eixo maior, conforme a terceira lei de Kepler.
Para trajetórias parabólicas, rv2 é constante e igual a 2μ. Para órbitas elípticas e hiperbólicas, o módulo de μ = 2 vezes o módulo de a vezes o módulo de ε, onde a é o semi-eixo maior e ε é a energia orbital específica.

### Caso geral
No caso mais geral, onde os corpos não precisam ser um grande e um pequeno (por exemplo, um sistema de estrelas binárias), definimos:
- o vetor r como a posição de um corpo em relação ao outro
- r, v e, no caso de uma órbita elíptica, o semi-eixo maior a são definidos de forma correspondente (assim, r é a distância)
- μ = Gm1 + Gm2 = μ1 + μ2, onde m1 e m2 são as massas dos dois corpos.

Então:
- para órbitas circulares, rv2 = r3ω2 = 4π2r3/T2 = μ
- para órbitas elípticas, 4π2a3/T2 = μ (com a em UA; T em anos e M a massa total relativa à do Sol, obtém-se a3/T2 = M)
- para trajetórias parabólicas, rv2 é constante e igual a 2μ
- para órbitas elípticas e hiperbólicas, μ é duas vezes o semi-eixo maior multiplicado pelo negativo da energia orbital específica, definida como a energia total do sistema dividida pela massa reduzida.

### Em um pêndulo
O parâmetro gravitacional padrão pode ser determinado usando um pêndulo oscilando acima da superfície de um corpo como:
{\displaystyle \mu \approx {\frac {4\pi ^{2}r^{2}L}{T^{2}}}}
onde r é o raio do corpo gravitante, L é o comprimento do pêndulo e T é o período do pêndulo (para o motivo da aproximação, veja Pêndulo (mecânica)).

## Sistema Solar

### Constante gravitacional geocêntrica
GMTerra, o parâmetro gravitacional da Terra como corpo central, é chamado de constante gravitacional geocêntrica. Ele é igual a (3,986004418±0,000000008)×1014 m3⋅s−2.
O valor dessa constante tornou-se importante com o início dos voos espaciais na década de 1950, e grandes esforços foram feitos para determiná-la com a maior precisão possível durante a década de 1960. Sagitov (1969) cita uma faixa de valores reportados a partir de medições de alta precisão dos anos 1960, com incerteza relativa da ordem de 10−6.
Durante as décadas de 1970 e 1980, o número crescente de satélites artificiais em órbita terrestre facilitou ainda mais medições de alta precisão, e a incerteza relativa foi reduzida em mais três ordens de magnitude, para cerca de 2×10−9 (1 em 500 milhões) em 1992. A medição envolve observações das distâncias entre o satélite e as estações terrestres em diferentes momentos, que podem ser obtidas com alta precisão usando radar ou telemetria a laser.

### Constante gravitacional heliocêntrica
GM☉, o parâmetro gravitacional do Sol como corpo central, é chamado de constante gravitacional heliocêntrica ou geopotencial do Sol e é igual a (1,32712440042±0,0000000001)×1020 m3⋅s−2.
A incerteza relativa em GM☉, citada como inferior a 10−10 em 2015, é menor que a incerteza em GMTerra porque GM☉ é derivada de medições de distância de sondas interplanetárias, e o erro absoluto dessas medições é aproximadamente o mesmo das medições de satélites terrestres, enquanto as distâncias absolutas envolvidas são muito maiores.[carece de fontes?]